# The Best of the Red Hot Chili Peppers
„The Best of the Red Hot Chili Peppers“ е сборен албум на американската фънк рок група Ред Хот Чили Пепърс, издаден през 1998 от Capitol. Това е вторият сборен албум на групата за 1998 след Under the Covers: Essential Red Hot Chili Peppers издаден от EMI. Всички 8 песни в албума са издадени преди в Out in L.A. през 1994.